# Dammarie-sur-Loing

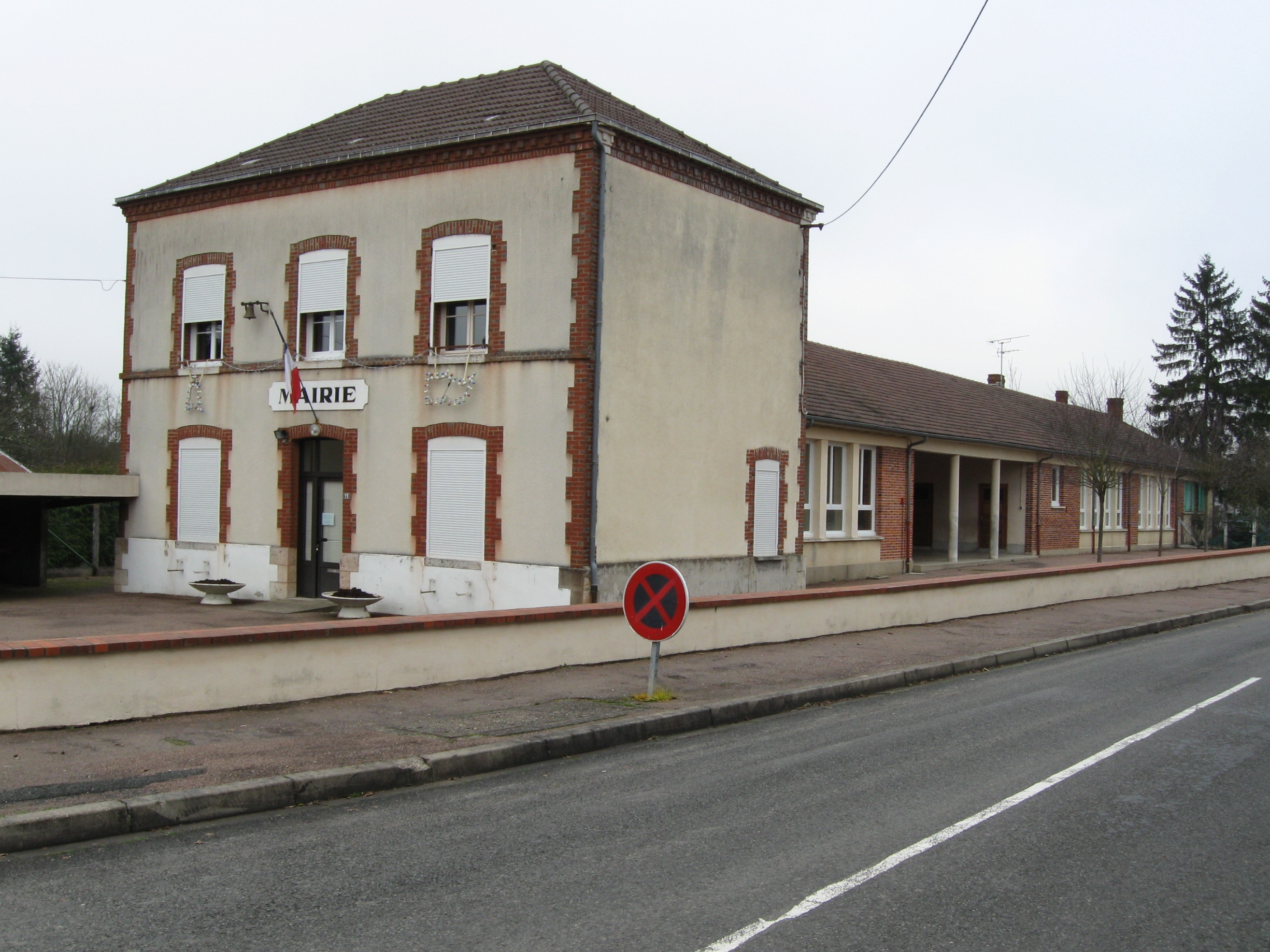
The town hall.

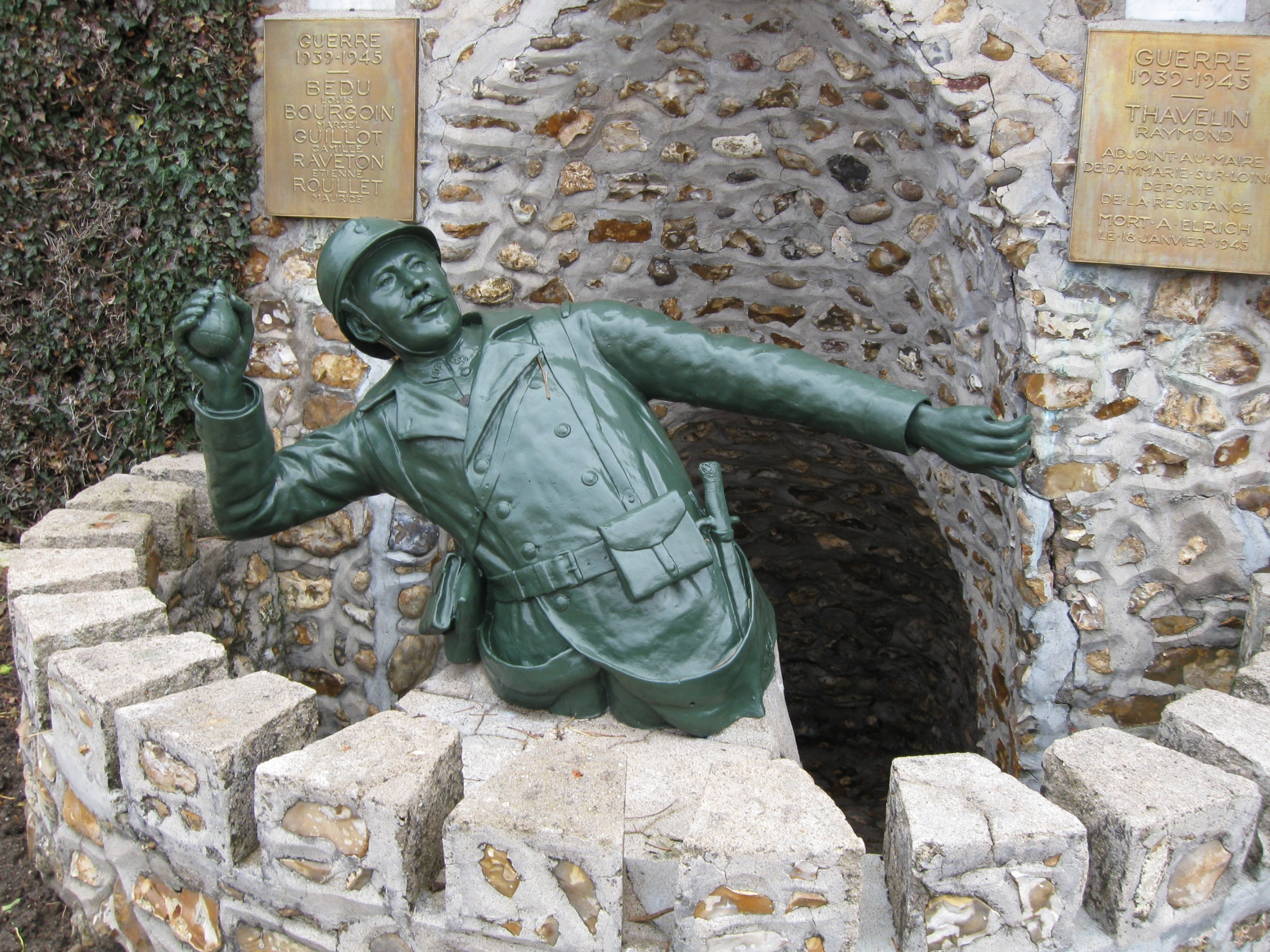
Detail of the war memorial.

Dammarie-sur-Loing là một xã trong tỉnh Loiret, vùng Centre-Val de Loire bắc trung bộ nước Pháp. Xã này nằm ở khu vực có độ cao từ mét trên mực nước biển.